# 鷹の子温泉
鷹の子温泉（たかのこおんせん）は、愛媛県松山市鷹の子町744（旧国伊予国）に湧出する温泉。
現在、この地にあった湯宿が閉鎖され、オオノ開発株式会社(媛彦温泉の経営母体)によって、新たな施設(ホテルと日帰り温浴施設)が建設された。尚、ホテル名称は「たかのこのホテル」、日帰り湯は、「たかのこの湯」と決定した。(ホテルは、鉄筋コンクリート6階建3000平方メートル、日帰り温浴施設は、鉄筋コンクリート平屋1800平方メートル)
尚、たかのこの湯は、源泉の湧出量が豊富なので、掛け流しで使用している。

## 泉質
- アルカリ性単純温泉
- 48.0℃(新源泉=地下1200m)

### 効能
- 神経痛、筋肉痛、関節痛、五十肩、運動麻痺、関節のこわばり、うちみ、くじき、慢性消化器病、痔症、冷え性、病後回復期、疲労回復、健康増進

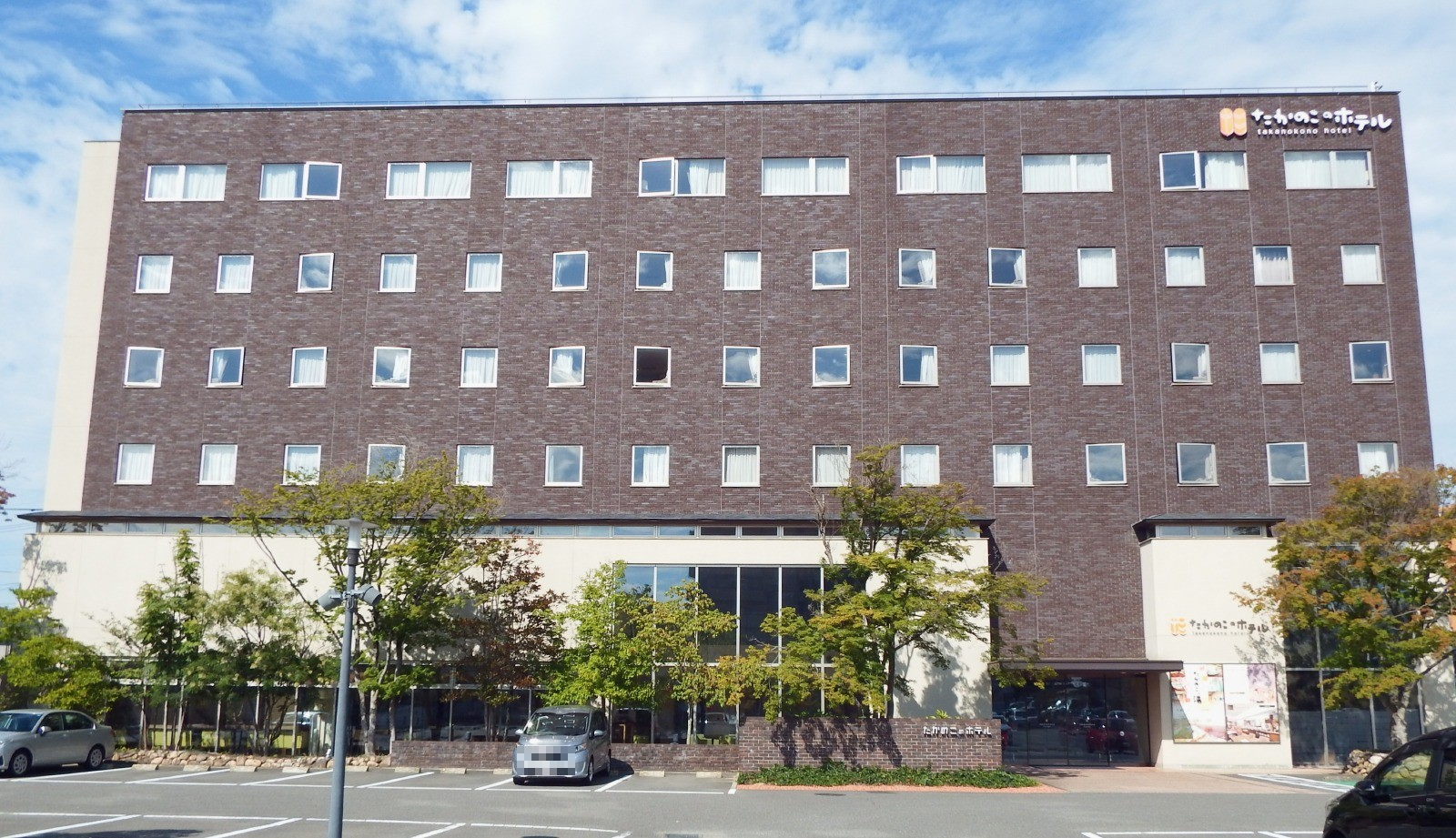
たかのこのホテル

## 温泉街
鷹子温泉開発株式会社が開発した湯宿で、たかのこ温泉ホテルが存在していた。
又、湧出量が豊富なので浴槽は全て掛け流しで使用していた。
現在、土地建物は媛彦温泉を経営しているオオノ開発株式会社に譲渡され、更地に戻して新たな温泉ホテルを建設し、2012年11月11日に開業した。

## アクセス
- 伊予鉄道横河原線久米駅下車徒歩7分